# Шарки (окръг, Мисисипи)
Окръг Шарки (на английски: Sharkey County) е окръг в щата Мисисипи, Съединени американски щати. Площта му е 1127 km², а населението - 6580 души (2000). Административен център е град Ролинг Форк.